# Simulium jeteri
Simulium jeteri es una especie de insecto del género Simulium, familia Simuliidae, orden Diptera.
Fue descrita científicamente por Py-Daniel, 2005.